# مینچین‌بری، نیوساوت ولز
مینچین‌بری (به انگلیسی: Minchinbury) یک حومه شهر در استرالیا است که در نیو ساوت ولز واقع شده‌است.